# كارين ماك
كارين ماك (بالألمانية: Karen Mack)‏ هي منافسة ألعاب القوى ألمانية، ولدت في 9 أكتوبر 1947 في أوبرستدورف في ألمانيا.

## وصلات خارجية
- كارين ماك على موقع أوليمبيديا (الإنجليزية)